# Eleccions presidencials dels Estats Units de 2016
Les eleccions presidencials dels Estats Units de 2016 tingueren lloc el 8 de novembre de 2016. La candidatura republicana de Donald Trump, empresari novaiorquès, i Mike Pence, governador d'Indiana, va derrotar la candidatura demòcrata de Hillary Clinton, exsecretària d'estat, i Tim Kaine, senador per Virgínia, malgrat haver obtingut menys vots nacionals. El 20 de gener de 2017, Donald Trump va prendre possessió com a 45è president dels Estats Units i Mike Pence, com a 48è vicepresident dels Estats Units.
Les eleccions primàries i caucus dels partits se celebraren entre els mesos de febrer i juny de 2016 als 50 estats, al districte de Colúmbia i als territoris dels Estats Units. Hillary Clinton va guanyar la nominació demòcrata després d'unes llargues primàries en les quals va vèncer la candidatura més d'esquerres de Bernie Sanders, senador per Vermont. Donald Trump va derrotar els seus rivals republicans, entre els quals el senador per Texas Ted Cruz, el governador d'Ohio John Kasich i el senador per Florida Marco Rubio, i va esdevenir candidat republicà a la presidència.
La campanya populista i nacionalista de Trump, sota l'eslògan «Make America Great Again», s'oposava a la correcció política, la immigració il·legal i a molts acords de lliure comerç, prometia construir un mur de Trump a la frontera amb Mèxic i va rebre molta cobertura mediàtica. Clinton, la primera candidata dona d'un dels principals partits a la presidència, va emfatitzar la seva experiència política, va denunciar Trump i molts dels seus seguidors com a deplorables, va donar suport a estendre les polítiques de Barack Obama; els drets racials, LGBT i de les dones; i el capitalisme inclusiu. El to de les campanyes electorals va ser criticat com a divisiu i negatiu. Trump va ser criticat per les seves opinions en assumptes racials i d'immigració, els incidents violents contra protestes als seus mítings i acusacions de mala conducta sexual entre les quals la controvertida gravació d'Access Hollywood. Per altra banda, la campanya de Clinton va patir un descens en els números d'aprovació a causa de preocupacions sobre la seva ètica i confiança, la investigació de l'FBI sobre un ús incorrecte d'un servidor de correu privat, el tema que va rebre més atenció de tota la campanya electoral.
Malgrat que Clinton va guanyar 2,87 milions més de vots populars que Trump (el marge més ampli de cap candidat perdedor), Trump va rebre una majoria al col·legi electoral i va rebre victòries inesperades al «Rust Belt» (cinturó de l'òxid), en estats on feia dècades que el candidat republicà no hi guanyava. Trump va guanyar sis estats que el demòcrata Barack Obama havia guanyat el 2012: Florida, Iowa, Michigan, Ohio, Pennsilvània i Wisconsin. Trump va acabar rebent 304 vots de delegats i Clinton, 227, ja que Trump va tenir dos trànsfugues i Clinton, cinc.

## Funcionament del sistema electoral

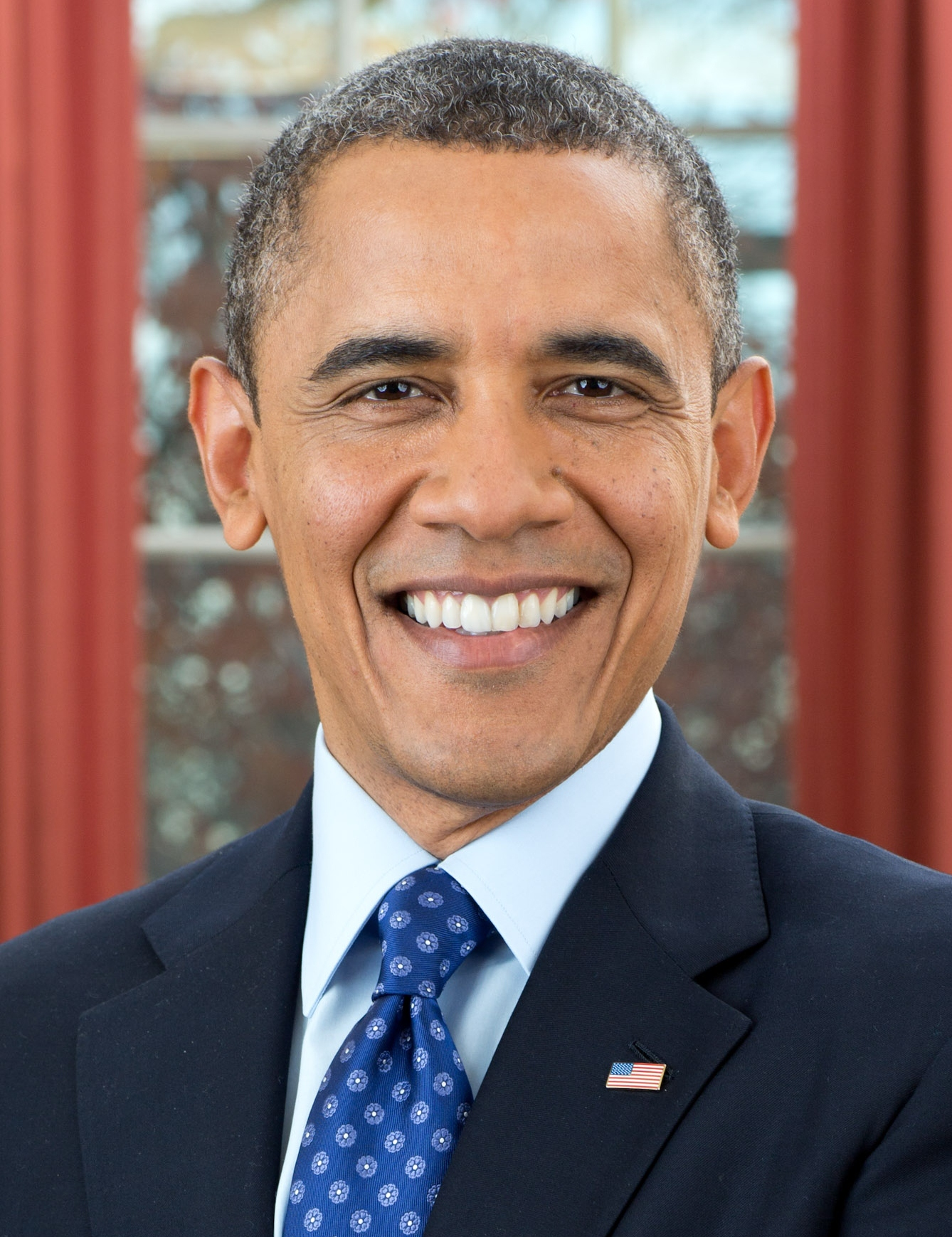
El titular el 2016, Barack Obama. El seu segon mandat va expirar el 20 de gener de 2017.

El segon article de la Constitució dels Estats Units estipula que el president i el vicepresident dels Estats Units han de ser ciutadans de naixement dels Estats Units, d'almenys 35 anys i haver residit als Estats Units durant almenys catorze anys. Els candidats a la presidència acostumen a buscar la nominació d'un partit polític, que dissenya un mètode (com ara les primàries) per escollir el candidat que el partit vol que es presenti. Tradicionalment, les eleccions primàries són eleccions indirectes on els votants elegeixen un conjunt de delegats estatals compromesos amb un candidat en concret. Aquests delegats del partit nomenen un candidat, que es presentarà a les eleccions en nom del partit. Les eleccions generals del novembre també són unes eleccions indirectes, on els votants elegeixen un conjunt de membres del col·legi electoral, que són els que elegeixen directament el president i el vicepresident. El col·legi electoral està format per 538 membres, repartits entre cada estat (i el districte de Colúmbia) segons l'últim cens. Cada circumscripció té com a mínim tres delegats al Col·legi electoral. Les eleccions generals se celebren el dimarts després dels primers dilluns del mes de novembre o el dimarts després del primer de novembre.
El president Barack Obama, demòcrata i ex-senador per Illinois, no podia presentar-se a la reelecció per un tercer mandat a causa de les restriccions de la vint-i-dosena esmena. D'acord amb la primera secció de la vintena esmena, el mandat d'Obama expirà el 20 de gener de 2017 a les dotze del migdia (EDT).

## Procés de primàries
Les eleccions primàries i els caucus tingueren lloc entre el febrer i juny de 2016 als 50 estats així com al Districte de Colúmbia i els territoris dels Estats Units. El procés de nominació també va ser una elecció indirecta ja que els votants elegeixen delegats estatals per assistir a la convenció del partit, on els delegats nomenen el candidat presidencial.
Les especulacions sobre la campanya del 2016 van començar just després de la campanya del 2012, amb la revista New York declarant que la cursa ja havia començat en un article publicat el 8 de novembre, dos dies després de les eleccions de 2012. Aquell mateix dia, Politico va publicar un article on predeia que els candidats a les eleccions generals de 2016 serien Hillary Clinton i l'ex-governador de Florida Jeb Bush. En canvi, un article del New York Times esmentava el governador de Nova Jersey Chris Christie i el senador de Nova Jersey Cory Booker com a candidats potencials.

## Candidatures

### Partit Demòcrata

#### Primàries
L'ex-secretària d'estat Hillary Clinton, que havia sigut senadora per Nova York i primera dama dels Estats Units, va ser la primera demòcrata principal a anunciar formalment la seva candidatura a la presidència a través d'un missatge de vídeo el 12 d'abril de 2015. Encara que les enquestes nacionals el 2015 indicaven que Clinton era la favorita per rebre la nominació demòcrata el 2016, va haver de fer front al senador independent per Vermont Bernie Sanders, que va ser el segon candidat principal a anunciar formalment la seva candidatura a la nominació demòcrata el 30 d'abril de 2015. Les enquestes del setembre de 2015 indicaven que la diferència entre aquests candidats es reduïa. El 30 de maig de 2015, l'exgovernador de Maryland Martin O'Malley va convertir-se en el tercer candidat principal a unir-se a la cursa demòcrata. Després s'hi unirien l'exgovernador independent i senador de Rhode Island Lincoln Chafee el 3 de juny de 2015, l'exsenador per Virgínia Jim Webb el 2 de juliol de 2015 i l'exprofessor de dret de Harvard Lawrence Lessig el 6 de setembre de 2015.
El 20 d'octubre de 2015, Webb va anunciar que es retirava de les primàries i va explorar una potencial candidatura independent a la presidència. L'endemà, el vicepresident Joe Biden va declarar que no es presentaria, posant fi a mesos d'especulació afirmant que «encara que no seré candidat, no estaré callat». El 23 d'octubre, Chafee es va retirar afirmant que esperava «la fi de les guerres sense fi i el començament d'una nova era pels Estats Units i la humanitat». El 2 de novembre, després de no ser qualificat pel segon debat després d'un canvi en les normes que exclogué algunes enquestes que podria haver-lo inclòs al debat, Lessig també va retirar-se de les primàries i els candidats van quedar reduïts a Clinton, O'Malley i Sanders.
El primer de febrer de 2016 Clinton va guanyar els caucus d'Iowa amb un marge de 0,2 punts amb Sanders. Després de no guanyar cap delegat a Iowa, O'Malley va retirar-se la cursa presidencial aquell mateix dia. El 9 de febrer, Sanders va guanyar les primàries de Nou Hampshire amb un 60% dels vots. En les altres dues eleccions del febrer, Clinton va guanyar els caucus de Nevada amb un 53% dels vots i va tenir una victòria decisiva a les primàries de Carolina del Sud amb un 73% dels vots. El primer de març, onze estats van participar en el primer dels quatre «superdimarts», terme que fa referència a un dia amb múltiples primàries on es reparteixen molts delegats. Clinton va guanyar Alabama, Arkansas, Geòrgia, Massachusetts, Tennessee, Texas i Virgínia i 504 delegats, mentre que Sanders va guanyar Colorado, Minnesota, Oklahoma i Vermont, el seu estat, i 340 delegats. La setmana següent, Sanders va guanyar a Kansas, Nebraska i Maine amb marges d'entre 15 i 30 punts, mentre que Clinton va guanyar les primàries de Louisiana amb un 71% dels vots. El 8 de març, malgrat no haver liderat mai en les enquestes de les primàries de Michigan, Sanders va guanyar per un estret marge de 1,5 punts, superant les enquestes per 19 punts, mentre que Clinton va guanyar un 83% dels vots a Mississippi. El 15 de març, el segon «superdimarts», Clinton va guanyar a Florida, Illinois, Missouri, Carolina del Nord i Ohio. Entre el 22 de març i el 9 d'abril, Sanders va guanyar sis caucus a Idaho, Utah, Alaska, Hawaii, Washington i Wyoming, així com les primàries de Wisconsin; mentre que Clinton va guanyar a Arizona. El 19 d'abril, Clinton va guanyar les primàries de Nova York amb un 58% dels vots. El 26 d'abril, en el tercer «superdimarts» anomenat també «primària Acela» en referència a la línia ferroviària que uneix els estats on se celebren les primàries, Clinton va guanyar a Connecticut, Delaware, Maryland i Pennsilvània, mentre que Sanders va guanyar a Rhode Island. Durant el mes de maig, Sanders va guanyar per sorpresa les primàries d'Indiana, a part de les de Virgínia de l'Oest i Oregon, mentre que Clinton va guanyar el caucus de Guam i les primàries de Kentucky (així com les primàries no vinculants de Nebraska i Washington).
El 4 i 5 de juny, Clinton va guanyar els caucus de les Illes Verges i les primàries de Puerto Rico. El 6 de juny de 2016, Associated Press i NBC News van anunciar que Clinton s'havia convertit en la presumpta nominada després d'assolir el número necessari de delegats, compromesos (elegits a les votacions) i no compromesos (membres distingits del partit), per guanyar la nominació. Va ser la primera dona a rebre la nominació presidencial d'un dels partits polítics principals dels EUA. El 7 de juny, Clinton va guanyar una majoria de delegats electes després de guanyar les primàries a Califòrnia, Nova Jersey, Nou Mèxic i Dakota del Sud, mentre que Sanders només va guanyar a Montana i Dakota del Nord. Clinton també va guanyar les últimes primàries, celebrades al Districte de Colúmbia el 14 de juny. Al final del procés de primàries, Clinton havia guanyat 2.204 delegats electes (54% del total) elegits a les primàries i caucus i Sanders en va guanyar 1.847 (46%). Dels 714 delegats no compromesos o «superdelegats» que també podien votar a la convenció del juliol, Clinton va guanyar-ne el suport de 560 (78%) i Sanders, de 47 (7%).
Encara que Sanders no es va retirar oficialment de la cursa, el 16 de juny de 2016 va anunciar que el seu principal objectiu seria treballar amb Clinton per derrotar Trump a les eleccions generals. El 8 de juliol, membres de la campanya de Clinton, la campanya de Sanders i el Comitè Nacional Demòcrata van negociar un esborrany del programa del partit. El 12 de juliol, Sanders va donar suport formalment a Clinton en un míting a Nou Hampshire amb ella. Sanders va participar en 39 mítings de campanya a favor de Clinton en tretze estats clau.

#### Nominats
| Candidatura del Partit Demòcrata   |                                        |
| Hillary Clinton                    | Tim Kaine                              |
| per la presidència                 | per la vicepresidència                 |
|                                    |                                        |
| 67a Secretària d'Estat (2009–2013) | Senador per Virgínia (2013–actualitat) |
| Campanya                           |                                        |
|                                    |                                        |
| [ 57 ] [ 58 ] [ 59 ]               |                                        |

#### Candidats
Els següents candidats van rebre entrevistes freqüents de les cadenes de televisió principals o van aparèixer en enquestes nacionals publicades. Lessig va ser invitat a un fòrum però es va retirar quan un canvi en les normes de participació als debats va fer que en quedés exclòs.
Clinton va rebre 16.849.779 vots a les primàries.
| Candidats ordenats per data de retirada de les primàries |                                        |                                                          |                                            |                                                         |
| Bernie Sanders                                           | Martin O'Malley                        | Lawrence Lessig                                          | Lincoln Chafee                             | Jim Webb                                                |
|                                                          |                                        |                                                          |                                            |                                                         |
| Senador per Vermont (2007–actualitat)                    | 61è governador de Maryland (2007–2015) | Professor de Harvard Law (2009–2016)                     | 74è governador de Rhode Island (2011–2015) | Senador per Virgínia (2007–2013)                        |
|                                                          |                                        |                                                          |                                            |                                                         |
| PN: 26 de juliol de 2016 13.167.848 vots                 | R: 1 de febrer de 2016 110.423 vots    | R: 2 de novembre de 2015 4 vots write-in a Nou Hampshire | R: 23 d'octubre de 2015 0 vots             | R: 20 d'octubre de 2015 2 vots write-in a Nou Hampshire |
| [ 60 ]                                                   | [ 61 ]                                 | [ 62 ]                                                   | [ 63 ]                                     | [ 64 ]                                                  |

#### Elecció vicepresidencial
L'abril de 2016, la campanya de Clinton va començar a elaborar una llista d'entre 15 i 20 persones a considerar per candidat a la vicepresidència, encara que Sanders seguia participant a les primàries demòcrates. A mitjan juny, The Wall Street Journal va publicar que la llista de Clinton incloïa el congressista per Califòrnia Xavier Becerra, el senador per Nova Jersey Cory Booker, el senador per Ohio Sherrod Brown, el secretari d'habitatge i desenvolupament urbà Julián Castro, l'alcalde de Los Angeles Eric Garcetti, el senador per Virgínia Tim Kaine, el secretari de treball Tom Perez, el congressista per Ohio Tim Ryan i la senadora per Massachusetts Elizabeth Warren. Publicacions posteriors també van dir que Clinton considerava el secretari d'agricultura Tom Vilsack, l'almirall retirat James Stavridis i el governador de Colorado John Hickenlooper. Sobre la tria del vicepresident, Clinton va dir que l'atribut més important que buscava era l'habilitat i l'experiència per assumir immediatament el paper de president.
El 22 de juliol, Clinton va anunciar que havia seleccionat Tim Kaine per ser el seu company electoral. El 26 de juliol, el Partit Demòcrata va nominar Clinton com a candidata oficial a les eleccions generals.

### Partit Republicà

#### Primàries
Amb disset candidats principals anunciant la seva candidatura a les primàries, començant amb Ted Cruz el 23 de març de 2015, aquestes primàries van ser les que van tenir més candidats de tota la història dels Estats Units.
Abans dels caucus d'Iowa el primer de febrer de 2016; Perry, Walker, Jindal, Graham i Pataki es van retirar a causa de mals resultats a les enquestes. Malgrat que va liderar moltes enquestes a Iowa, Trump va quedar segon darrere de Cruz i Huckabee, Paul i Santorum es van retirar a causa dels mals resultats. Després d'una victòria aclaparadora de Trump a Nou Hampshire; Christie, Fiorina i Gilmore es van retirar de la cursa. Bush també es va retirar quan va quedar quart a Carolina del Sud, per darrere de Trump, Rubio i Cruz. El primer de març de 2016, el primer dels quatre «superdimarts», Rubio va guanyar unes primàries per primer cop (Minnesota), Cruz va guanyar Alaska, Oklahoma i Texas, el seu estat, mentre que Trump va guanyar els altres set estats que votaven aquell dia. Carson va suspendre la campanya al cap d'uns dies. El 15 de març de 2016, el segon «superdimarts», Kasich va guanyar per primer cop unes primàries, les del seu estat Ohio, i Trump va guanyar les altres cinc, incloent-hi les de Florida. Rubio va suspendre la campanya després de perdre al seu estat, Florida.
Entre el 16 de març i el 3 de maig de 2016, només van quedar tres candidats: Trump, Cruz i Kasich. Cruz va guanyar en quatre primàries a l'Oest i a Wisconsin, i va mantenir una via creïble per blocar la nominació a Trump en la primera votació amb 1.237 delegats. Trump va augmentar el seu lideratge després de guanyar de forma aclaparadora a Nova York i en cinc estats nord-orientals el mes d'abril i, després d'una victòria decisiva a Indiana el 3 de maig, guanyant tots els 57 delegats estatals. Sense cap possibilitat de tenir una convenció negociada, tant Cruz com Kasich van suspendre les seves campanyes. Trump va ser l'únic candidat que quedava i va ser declarat presumpte nominat republicà pel president del Comitè Nacional Republicà Reince Priebus el 3 de maig de 2016.
Un estudi del 2018 va trobar que la cobertura mediàtica de Trump va resultar en un suport públic més elevat durant les primàries. L'estudi demostrava que Trump havia rebut uns 2 mil milions de dòlars en premsa gratuïta, més del doble que cap altre candidat. El politicòleg John Sides va argumentar que l'increment en les enquestes de Trump va ser «gairebé segur» a causa de la cobertura mediàtica que va rebre la seva campanya. Sides va concloure que «Trump està sorgint en les enquestes perquè els mitjans de comunicació s'han centrat consistentment en ell des de l'anunci de la seva candidatura el 16 de juny». Abans de rebre la nominació republicana, Trump va rebre poc suport del sistema del partit.

#### Nominats
| Candidatura del Partit Republicà                |                                      |
| Donald Trump                                    | Mike Pence                           |
| per la presidència                              | per la vicepresidència               |
|                                                 |                                      |
| President de The Trump Organization (1971–2017) | 50è governador d'Indiana (2013–2017) |
| Campanya                                        |                                      |
|                                                 |                                      |
| [ 79 ] [ 80 ] [ 81 ]                            | [ 82 ]                               |

#### Candidats
Els candidats principals han estat determinats pel consens comú de diversos mitjans de comunicació. Els següents candidats van ser invitats a debats televisius a partir dels resultats de les enquestes.
Trump va rebre 14.010.177 vots a les primàries. Trump, Cruz, Rubio i Kasich van guanyar almenys una primària per cap; Trump va ser el més votat i Ted Cruz, el segon més votat.
| Candidats ordenats per data de retirada de les primàries |                                      |                                       |                                                                              |                                                |                                         |                                                          |                                                          |
| John Kasich                                              | Ted Cruz                             | Marco Rubio                           | Ben Carson                                                                   | Jeb Bush                                       | Jim Gilmore                             | Carly Fiorina                                            | Chris Christie                                           |
|                                                          |                                      |                                       |                                                                              |                                                |                                         |                                                          |                                                          |
| 69è governador d'Ohio (2011–2019)                        | Senador per Texas (2013–actualitat)  | Senador per Florida (2011–actualitat) | Director de neurocirurgia pediàtrica de l'Hospital Johns Hopkins (1984–2013) | 43è governador de Florida (1999–2007)          | 68è governador de Virgínia (1998–2002)  | Directora general de Hewlett-Packard (1999–2005)         | 55è governador de Nova Jersey (2010–2018)                |
|                                                          |                                      |                                       |                                                                              |                                                |                                         |                                                          |                                                          |
| R: 4 de maig 4.287.479 vots                              | R: 3 de maig 7.811.110 votes         | R: 15 de març 3.514.124 vots          | R: 4 de març 857.009 vots                                                    | R: 20 de febrer 286.634 vots                   | R: 12 de febrer 18.364 vots             | R: 10 de febrer 40.577 vots                              | R: 10 de febrer 57.634 vots                              |
| [ 83 ]                                                   | [ 84 ] [ 85 ] [ 86 ]                 | [ 87 ] [ 88 ] [ 89 ]                  | [ 90 ] [ 91 ] [ 92 ]                                                         | [ 93 ] [ 94 ]                                  | [ 95 ] [ 96 ]                           | [ 97 ] [ 98 ]                                            | [ 99 ] [ 100 ]                                           |
| Rand Paul                                                | Rick Santorum                        | Mike Huckabee                         | George Pataki                                                                | Lindsey Graham                                 | Bobby Jindal                            | Scott Walker                                             | Rick Perry                                               |
|                                                          |                                      |                                       |                                                                              |                                                |                                         |                                                          |                                                          |
| Senador per Kentucky (2011–actualitat)                   | Senador per Pennsilvània (1995–2007) | 44è governador d'Arkansas (1996–2007) | 53è governador de Nova York (1995–2006)                                      | Senador per Carolina del Sud (2003–actualitat) | 55è governador de Louisiana (2008–2016) | 45è governador de Wisconsin (2011–2019)                  | 47è governador de Texas (2000–2015)                      |
|                                                          |                                      |                                       |                                                                              |                                                |                                         |                                                          |                                                          |
| R: 3 de febrer 66.781 vots                               | R: 3 de febrer 16.622 vots           | R: 1 de febrer 51.436 vots            | R: 29 de desembre de 2015 2.036 vots                                         | R: 21 de desembre de 2015 5.666 vots           | R: 17 de novembre de 2015 222 vots      | R: 21 de desembre de 2015 1 vot write-in a Nou Hampshire | R: 11 de setembre de 2015 1 vot write-in a Nou Hampshire |
| [ 101 ] [ 102 ] [ 103 ]                                  | [ 104 ] [ 105 ]                      | [ 106 ] [ 107 ]                       | [ 108 ]                                                                      | [ 109 ] [ 110 ]                                | [ 111 ] [ 112 ]                         | [ 113 ] [ 114 ] [ 115 ]                                  | [ 115 ] [ 116 ] [ 117 ]                                  |

#### Elecció vicepresidencial
Després d'esdevenir el presumpte candidat el 4 de maig de 2016, Trump va centrar-se a triar company de candidatura. A mitjan juny, Eli Stokols i Burgess Everett de Politico van informar que la campanya de Trump estava considerant el governador de Nova Jersey Chris Christie, l'ex-president de la Cambra de Representants Newt Gingrich de Geòrgia, el senador per Alabama Jeff Sessions i la governadora d'Oklahoma Mary Fallin. Un article del Washington Post del 30 de juny també incloïa el senador per Tennessee Bob Corker, el senador per Carolina del Nord Richard Burr, el senador per Arkansas Tom Cotton, la senadora per Iowa Joni Ernst i l'ex-governador d'Indiana Mike Pence com a persones que estaven sent considerades pel càrrec de vicepresident. Trump va dir que també estava considerant dos generals de l'exèrcit, entre els quals el tinent general retirat Michael Flynn.
El juliol de 2016, es va publicar que Trump havia reduït la llista de possibles companys de candidatura a tres: Christie, Gingrich i Pence.
El 14 de juliol de 2016, diversos mitjans de comunicació van informar que Trump havia elegit Pence com a candidat a la vicepresidència. Trump ho confirmà en un missatge a Twitter el 15 de juliol de 2016 i l'endemà va fer l'anunci a Nova York. El 19 de juliol, la segona nit de la Convenció Nacional Republicana de 2016, Pence va guanyar la nominació vicepresidencial republicana per aclamació.

### Partits menors i independents
Els partits menors, també anomenats tercer partit, i els candidats independents que van rebre més de 100.000 vots nacionals o que es van presentar en 15 estats com a mínim es troben en aquesta secció.

#### Partit Llibertari
| Candidatura del Partit Llibertari       |                                             |
| Gary Johnson                            | William Weld                                |
| per la presidència                      | per la vicepresidència                      |
|                                         |                                             |
| 29è Governador de Nou Mèxic (1995–2003) | 68è Governador de Massachusetts (1991–1997) |
|                                         |                                             |
| [ 126 ] [ 127 ]                         |                                             |

El 29 de maig de 2016, Gary Johnson va guanyar la nominació del Partit Llibertari a la Convenció Nacional Llibertària. La convenció va seleccionar William Weld, exgovernador de Massachusetts, per ser el candidat a la vicepresidència.

#### Partit Verd
| Candidatura del Partit Verd           |                            |
| Jill Stein                            | Ajamu Baraka               |
| per la presidència                    | per la vicepresidència     |
|                                       |                            |
| Metgessa de Lexington (Massachusetts) | Activista de Washington DC |
|                                       |                            |
| [ 129 ] [ 130 ]                       |                            |

El 15 de juny de 2016, Jill Stein va esdevenir la candidata virtual del Partit Verd dels Estats Units. El primer d'agost, Stein va seleccionar a Ajamu Baraka per ser el company electoral. El 6 d'agost, Stein va guanyar la nominació a la convenció nacional.

#### Partit de la Constitució
| Candidatura del Partit de la Constitució |                        |
| Darrell Castle                           | Scott Bradley          |
| per la presidència                       | per la vicepresidència |
|                                          |                        |
| Advocat de Memphis (Tennessee)           | Empresari d'Utah       |
|                                          |                        |
| [ 133 ]                                  |                        |

#### Independent
| Candidatura independent                                                              |                                                |
| Evan McMullin                                                                        | Mindy Finn                                     |
| per la presidència                                                                   | per la vicepresidència                         |
|                                                                                      |                                                |
| Director en cap de polítiques de la Conferència Republicana de la Cambra (2015–2016) | Presidenta d'Empowered Women (2015–actualitat) |
|                                                                                      |                                                |
| [ 134 ]                                                                              |                                                |

## Campanya electoral

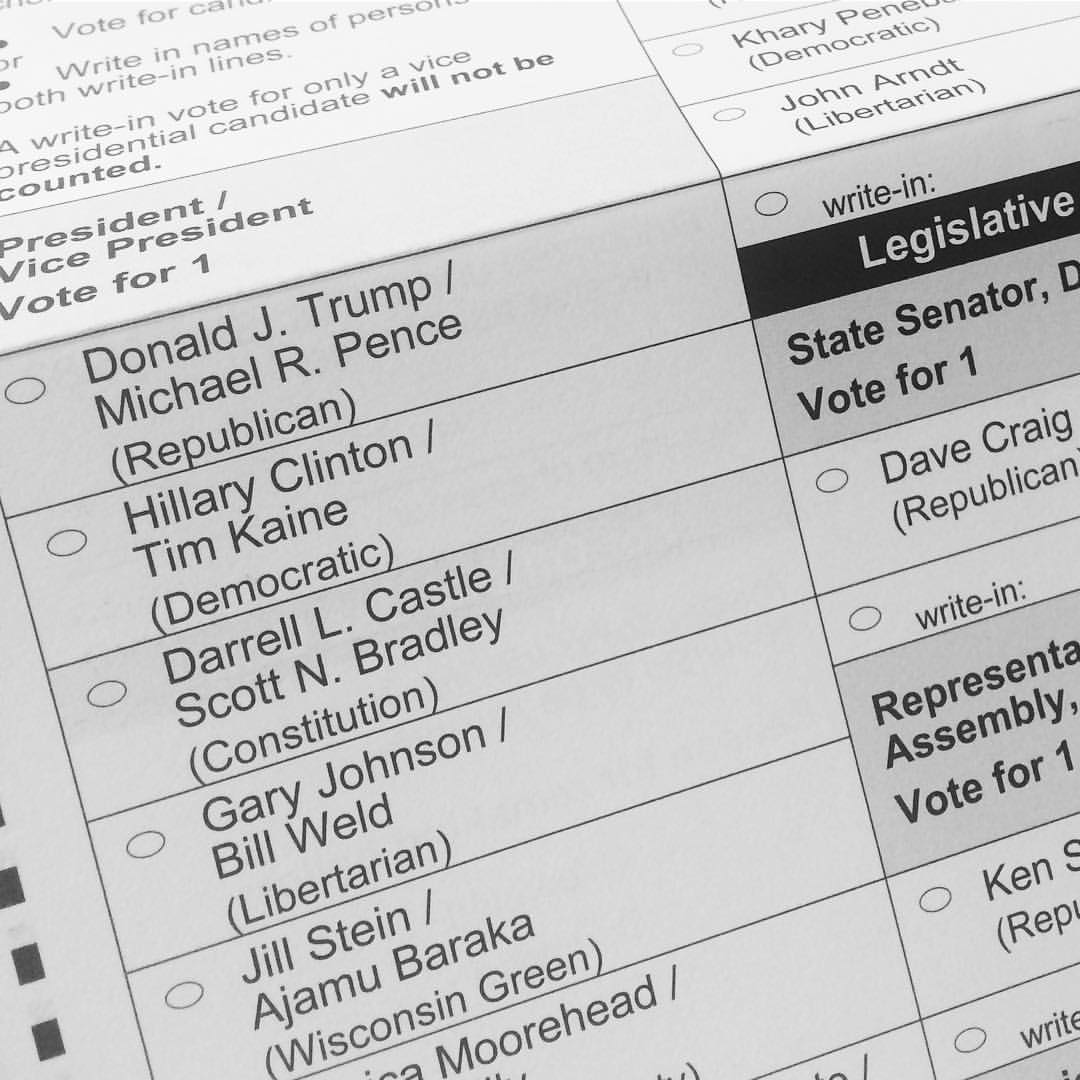
Papereta de les eleccions generals, amb els candidats a la presidència i a la vicepresidència.

Hillary Clinton va centrar la seva candidatura en diversos assumptes com ara incrementar els ingressos de la classe mitjana, expandir els drets de les dones, reforma el sistema de finançament de les campanyes electorals i millor l'Affordable Care Act. El març de 2016 va exposar un pla econòmic detallat basat en la seva filosofia econòmica de capitalisme inclusiu, que proposava eliminar les rebaixes d'impostos i altres incentius per companyies que movien llocs de treball a l'estranger; amb provisions d'incentius per empreses que comparteixin el benefici amb els treballadors, les comunitats i el medi ambient, i no que se centrin en beneficis a curt termini per incrementar el seu valor a borsa i beneficiant els accionistes; així com incrementar els drets a la negociació col·lectiva; i introduint un «impost de sortida» per companyies que vulguin moure la seu fora dels EUA per pagar menys impostos a l'estranger. Clinton va promoure la igualtat salarial per reduir la presumpta diferència entre el que cobra una dona per fer la mateixa feina que un home, va promoure explícitament el focus en assumptes de família i en suport al preescolar universal, va expressar suport al dret al matrimoni homosexual i va proposar que els immigrants indocumentats poguessin rebre la ciutadania afirmant que «és al capdavall un assumpte de família».
La campanya de Donald Trump estava molt basada en la seva imatge personal, millorada per la cobertura mediàtica prèvia. L'eslògan de la campanya, «Make America Great Again» (tornem a fer Amèrica gran), va ser utilitzat extensament en el mercandatge. La gorra vermella amb l'eslògan al front va esdevenir un símbol de la campanya i l'han fet servir freqüentment tant Trump com els seus seguidors. Les posicions de dreta populista de Trump—qualificades pel New Yorker com a nativistes, proteccionistes i semi-aïllacionistes— difereixen de moltes maneres del conservadorisme tradicional. Es va oposar a molts acords de lliure comerç i a la política militar intervencionista a què els conservadors normalment donen suport, i es va oposar a retallades en Medicare i en la Seguretat Social. A més a més, va insistir que Washington no funcionava i que només ho podia arreglar un nouvingut. El suport a Trump era alt entre votants homes blanc de classe treballadora i mitjana amb ingressos de menys de 50.000 $ sense educació universitària. Aquest grup, especialment els que no tenien educació superior, havien patit un declivi d'ingressos els últims anys. Segons The Washington Post, el suport a Trump era més alt en zones amb més mortalitat de gent blanca de mitjana edat. Una mostra d'entrevistes amb més de 11.000 votants amb tendència republicana fetes entre l'agost i el desembre de 2015, va trobar que Trump tenia un suport més elevat entre els republicans de Virgínia de l'Oest, seguit per Nova York i després per sis estats del sud.
Clinton va tenir una relació difícil, de vegades adversa, amb la premsa al llarg de la seva vida pública. Setmanes abans d'entrar a la cursa presidencial, Clinton va assistir a un esdeveniment del cos de la premsa política i va prometre començar de nou amb el que va descriure com una relació «complicada» amb els reporters polítics. La premsa va criticar Clinton inicialment per evitar les seves preguntes, cosa que va fer que concedís més entrevistes.
En contrast, Trump es va beneficiar de la premsa gratuïta més que cap altre candidat. Des de l'inici de la campanya el febrer de 2016, Trump va rebre gairebé 2 mil milions de dòlars en atenció mediàtica gratuïta, el doble que el que va rebre Clinton. Segons dades de Tyndall Report, que segueix el contingut de les notícies del vespres, el febrer de 2016 Trump va rebre més d'un quart de la cobertura de les eleccions de 2016 en els noticiaris del vespre de NBC, CBS i ABC, més que totes les campanyes demòcrates combinades. Els observadors van remarcar l'habilitat de Trump de generar cobertura mediàtica «gairebé a voluntat». Tanmateix, Trump criticava freqüentment la premsa per escriure el que ell considerava històries falses d'ell i ha descrit els seus seguidors com a «la majoria silenciosa». Trump també va dir que la premsa «posa un significat fals a les paraules que dic» i que no li importa ser criticat per la premsa sempre i quan sigui honesta.
Tant Clinton com Trump eren vists negatives pel públic general i la seva natura controvertida va marcar el to de la campanya.

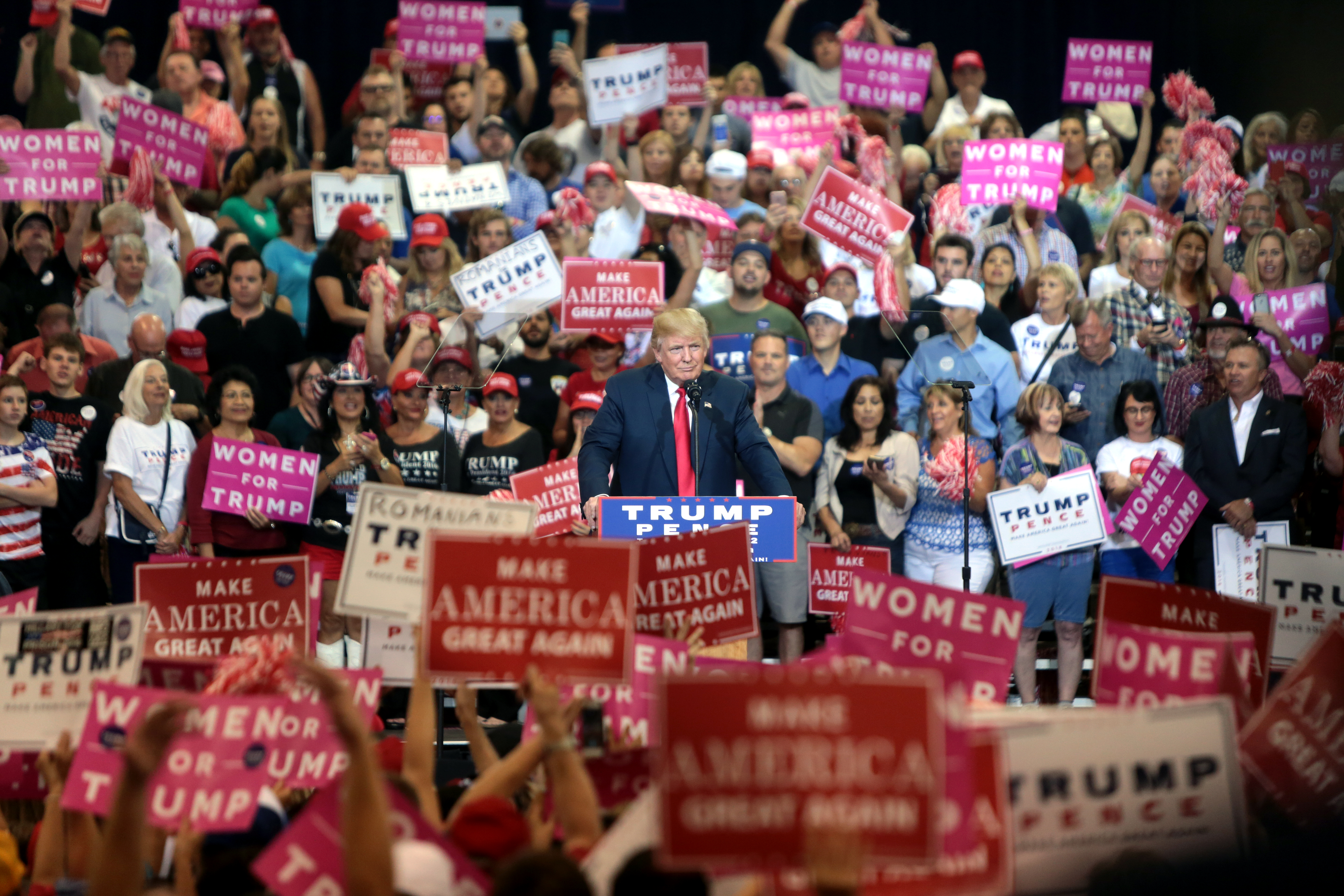
Donald Trump fent campanya a Phoenix (Arizona) el 29 d'octubre de 2016.

L'ús d'una adreça de correu i servidor privats durant l'etapa de Clinton com a secretària d'estat, en comptes del servidors del departament, van atraure l'atenció del públic el març de 2015. Es van plantejar dubtes sobre la seguretat i preservació dels correus i sobre la possibilitat que s'haguessin violat lleis. Després de les acusacions que alguns dels correus en qüestió fossin de la categoria d'informació classificada, es va iniciar una investigació de l'FBI sobre com s'havia gestionat la informació classificada al servidor de Clinton. La investigació de l'FBI va concloure el 5 de juliol de 2016, amb una recomanació de no emprendre càrrecs legals que va ser seguida pel departament de justícia.
A més a més, el 9 de setembre de 2016 Clinton va dir «Ja sabeu, només per generalitzat, podríeu posar la meitat dels seguidors de Trump en el que anomeno la cistella de deplorables. Són racistes, sexistes, homòfobs, xenòfobs, islamòfobs—el que sigui». Donald Trump va criticar les declaracions perquè insultaven els seus seguidors. L'endemà Clinton va expressar penediment per haver utilitzat la paraula «meitat», mentre que insistia que Trump havia amplificat «punts de vista i veus d'odi». Anteriorment, el 25 d'agost de 2016, Clinton havia pronunciat un discurs criticant la campanya de Trump per utilitzar «mentides racistes» i per permetre que l'alt-right guanyés prominència.

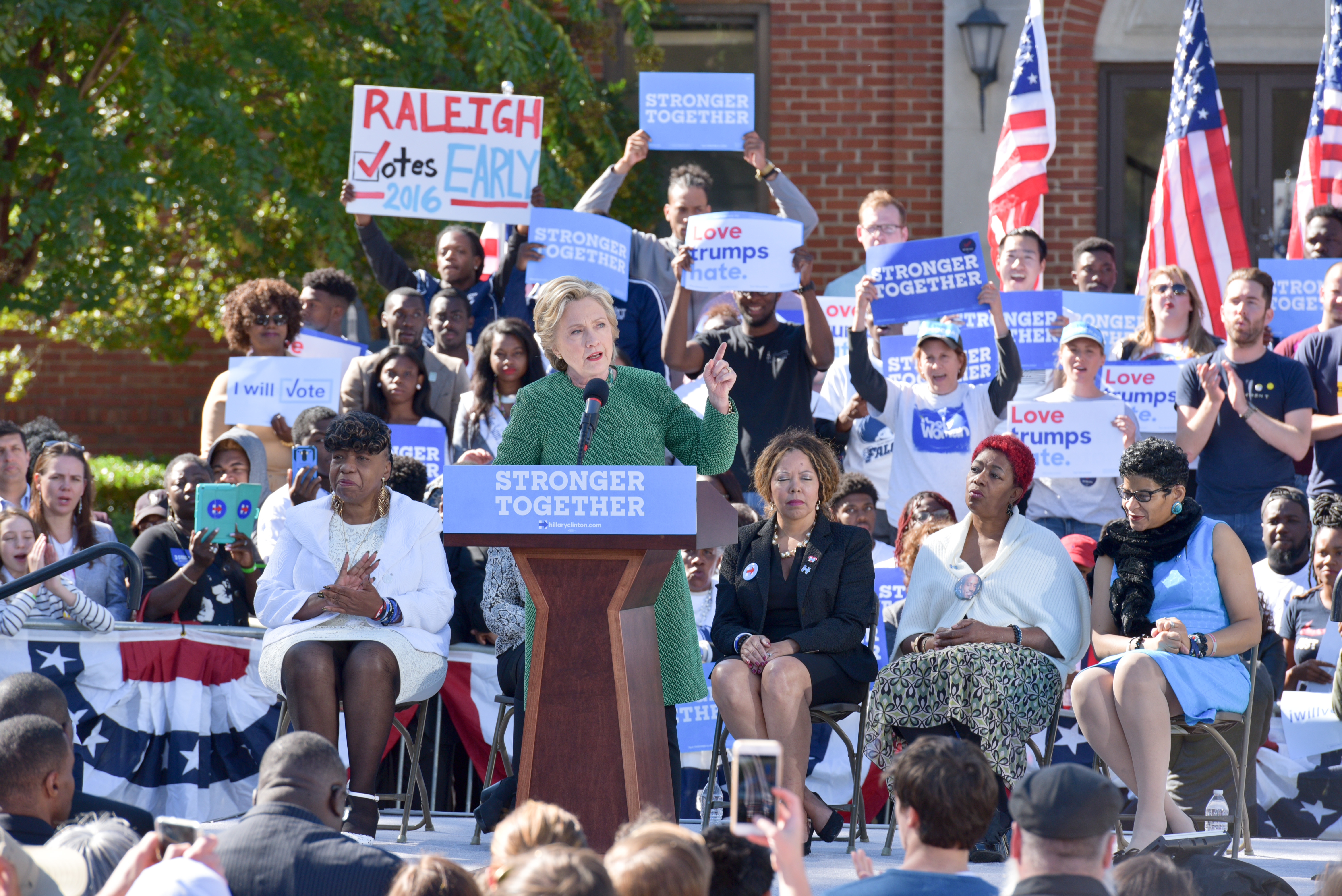
Hillary Clinton fent campanya a Raleigh (Carolina del Nord) el 22 d'octubre de 2016.

L'11 de setembre de 2016, Clinton va abandonar l'acte en memòria de l'11-S abans d'hora a causa d'una malaltia. Les gravacions de vídeo mostraven que Clinton estava inestable amb els peus i que l'ajudaven a pujar a una furgoneta. Més tard aquell vespre, Clinton va assegurar als periodistes que «se sentia fantàstica». Després de dir inicialment que Clinton s'havia acalorat a l'acte, la campanya va reconèixer que havia estat diagnosticada amb pneumònia dos dies abans. La premsa va criticar la campanya de Clinton per falta de transparència sobre la malaltia de Clinton. Clinton va cancel·lar un viatge previst a Califòrnia a causa de la malaltia. Aquest fet va renovar l'interès del públic sobre la salut de Clinton.
Per altra banda, el 7 d'octubre de 2016, un vídeo amb àudio va ser publicat pel The Washington Post en què Trump es referia de manera obscena a les dones en una conversa de 2005 amb Billy Bush mentre es preparaven per gravar un episodi d'Access Hollywood. En la gravació, Trump descriu els seus intents d'iniciar una relació sexual amb una dona casada i va afegir que les dones permetien que els homes famosos els agafessin els genitals (Trump va utilitzar la frase «grab 'em by the pussy» (agafar-les pel cony)). L'àudio va ser rebut amb incredulitat i indignació per la premsa. Després d'aquesta revelació, la campanya de Trump va publicar una disculpa, afirmant que el vídeo era una conversa privada de «fa molts anys». L'incident va ser condemnat per múltiples republicans prominents com ara Reince Priebus, Mitt Romney, John Kasich, Jeb Bush i el president de la Cambra de Representants Paul Ryan. El 8 d'octubre diverses dotzenes de republicans havien demanat la retirada de la candidatura de Trump i que l'encapçalés Mike Pence. Trump va insistir que no es retiraria mai. Trump va disculpar-se pel vídeo.
Donad Trump també va fer comentaris forts i controvertits sobre els musulmans i l'islam en actes de campanya, dient «crec que l'islam ens odia». Va ser criticat i també recolzat per declarar en un míting «Donald J. Trump fa una crida a aturar totalment i completa l'entrada de musulmans als Estats Units fins que els representants del nostre país puguin esbrinar què està passant». Addicionalment, Trump va anunciar que estava estudiant vigilar mesquites, i va mencionar la possibilitat de perseguir les famílies de terroristes domèstics després del tiroteig de San Bernardino (Califòrnia). La seva retòrica forta contra els musulmans van ser que els lideratges d'ambdós partits condemnessin les seves declaracions. Tanmateix, molts dels seus seguidors donaven suport a la prohibició d'entrada que va proposar, malgrat la reacció hostil.
La controvèrsia de les eleccions va fer que els tercers partits rebessin l'atenció dels votants. El 3 de març de 2016, el llibertari Gary Johnson es va dirigir a la Conferència d'Acció Política Conservadora a Washington DC erigint-se com a l'opció de tercer partit pels republicans contraris a Trump. A principis de maig, alguns comentaristes van opinar que Johnson era prou moderat com per atraure vots tant de Hillary Clinton com de Donald Trump, que eren polaritzants i antipàtics. Tant la premsa conservadora com la liberal va remarcar que Johnson tant podia guanyar vots dels republicans «Never Trump» com de seguidors de Bernie Sanders desafectats. Johnson va començar a rebre atenció a la televisió nacional i va ser invitat a ABC News, NBC News, CBS News, CNN, Fox News, MSNBC, Bloomberg, entre d'altres. El setembre i octubre de 2016, Johnson va pair un «seguit d'ensopegades que li van fer preguntes de política exterior». El 8 de setembre, en una aparició al programa Morning Joe de MSNBC, li van preguntar què faria, si fos elegit, sobre Alep, en referència a la ciutat síria immersa en la guerra. Johnson va respondre preguntant què era Alep. La seva resposta va atraure atenció, majoritàriament negativa. Més tard aquell mateix dia, Johnson va dir que s'havia quedat en blanc i que «entenia les dinàmiques del conflicte siri—en parlo cada dia.»
Per altra banda, la candidata del partit verd Jill Stein va dir que els partits demòcrata i republicà eren «dos partits corporatius» que havien convergit. Preocupada per l'augment de l'extrema dreta internacionalment i per la tendència cap al neoliberalisme del partit demòcrata, va dir que «la resposta al neofeixisme és aturar el neoliberalisme. Posar un altre Clinton a la Casa Blanca només atiarà les flames de l'extremisme dretà».
En resposta a la pujada de Johnson a les enquestes, la campanya de Clinton i els aliats demòcrates van incrementar el criticisme cap a Johnson el setembre de 2016, avisant que «un vot per un tercer partit és un vot per Donald Trump» i organitzant actes amb el senador Bernie Sanders (exrival de Clinton a les primàries que li donà suport a les eleccions generals) per guanyar-se votants que podrien estar considerant votar Johnson o Stein.
El 28 d'octubre, onze dies abans de les eleccions, el director de l'FBI James Comey va informar el Congrés que l'FBI estava analitzant més correus de Clinton obtinguts en una investigació d'un cas no relacionat. El 6 de novembre va notificar el Congrés que els nous correus no canviaven la conclusió anterior de l'FBI.

### Candidats a les paperetes
| Candidatura      | Partit      | Presència a les paperetes | Presència a les paperetes | Presència a les paperetes | Vots       | Percentatge de vots |
| Candidatura      | Partit      | Estats                    | Electors                  | Percentatge de votants    | Vots       | Percentatge de vots |
| ---------------- | ----------- | ------------------------- | ------------------------- | ------------------------- | ---------- | ------------------- |
| Trump / Pence    | Republicà   | 50 + DC                   | 538                       | 100%                      | 62.984.828 | 46,09%              |
| Clinton / Kaine  | Demòcrata   | 50 + DC                   | 538                       | 100%                      | 65.853.514 | 48,18%              |
| Johnson / Weld   | Llibertari  | 50 + DC                   | 538                       | 100%                      | 4.489.341  | 3,28%               |
| Stein / Baraka   | Verd        | 44 + DC                   | 480                       | 89%                       | 1.457.218  | 1,07%               |
| McMullin / Finn  | Independent | 11                        | 84                        | 15%                       | 731.991    | 0,54%               |
| Castle / Bradley | Constitució | 24                        | 207                       | 39%                       | 203.090    | 0,15%               |

- Els candidats en negreta estaven a les paperetes d'estats que representaven 270 vots del col·legi electoral, sense comptar write-in.
- La resta de candidats estaven a les paperetes de menys de 25 estats, però amb write-in superaven els 270 vots del col·legi electoral.

### Convencions
Partit Llibertari
- 26–30 de maig de 2016: la Convenció Nacional Llibertari es va celebrar a Orlando (Florida).[203]

Partit Republicà
- 18–21 de juliol de 2016: La Convenció Nacional Republicana es va celebrar a Cleveland (Ohio).[204][205]

Partit Demòcrata
- 25–28 de juliol de 2016: La Convenció Nacional Demòcrata es va celebrar a Filadèlfia (Pennsilvània).[206]

Partit Verd
- 4–7 d'agost de 2016: La Convenció Nacional Verda es va celebrar a Houston (Texas).[207]

### Debats
La Comissió de Debats Presidencials (CPD en les seves sigles en anglès), una organització sense ànim de lucre, va organitzar els debats entre els candidats presidencials i vicepresidencials qualificats. Segons la pàgina web de la comissió, per poder participar en els debats, «a més de ser elegible constitucionalment, els candidats han de presentar-se en prou estats com per poder guanyar en vots al col·legi electoral matemàticament i tenir un suport nacional de com a mínim un 15% determinat per cinc companyies d'enquestes seleccionades, fent servir la mitjana de les enquestes publicades per aquestes organitzacions més recentment».
Els tres llocs (Universitat Hofstra, Universitat Washington a Saint Louis i la Universitat de Nevada a Las Vegas) escollits per acollir els debats presidencials i el lloc (Universitat Longwood) escollit pel debat vicepresidencial van ser anunciats el 23 de setembre de 2015. El lloc original del primer debat havia de ser la Universitat Estatal Wright a Dayton (Ohio) però per l'increment de costos i preocupacions per la seguretat, el debat va ser traslladat a la Universitat Hofstra, a Hempstead (Nova York).
El 19 d'agost, Kellyanne Conway, la directora de campanya de Trump, va confirmar que Trump participaria als tres debats. Trump s'havia queixat que dos dels debats programats, un el 26 de setembre i l'altre el 9 d'octubre, competirien amb partits de l'NFL, fent referència a altres queixes similars que s'havien fet sobre la baixa audiència durant els debats presidencials del partit demòcrata.
També es van organitzar debats entre candidats independents.
| No. | Data                   | Hora        | Amfitrió                           | Ciutat                | Moderador                      | Participants                                                    | Teleespectadors (milions) |
| --- | ---------------------- | ----------- | ---------------------------------- | --------------------- | ------------------------------ | --------------------------------------------------------------- | ------------------------- |
| P1  | 26 de setembre de 2016 | 21:00 (EDT) | Universitat Hofstra                | Hempstead (Nova York) | Lester Holt                    | Hillary Clinton (D) Donald Trump (R)                            | 84.0                      |
| VP  | 4 d'octubre de 2016    | 21:00 (EDT) | Universitat Longwood               | Farmville (Virgínia)  | Elaine Quijano                 | Tim Kaine (D) Mike Pence (R)                                    | 37.0                      |
| P2  | 9 d'octubre de 2016    | 20:00 (CDT) | Universitat Washington a St. Louis | St. Louis (Missouri)  | Anderson Cooper Martha Raddatz | Hillary Clinton (D) Donald Trump (R)                            | 66.5                      |
| P3  | 19 d'octubre de 2016   | 18:00 (CDT) | Universitat de Nevada a Las Vegas  | Las Vegas (Nevada)    | Chris Wallace                  | Hillary Clinton (D) Donald Trump (R)                            | 71.6                      |
| P4  | 25 d'octubre de 2016   | 16:00 (MDT) | Universitat de Colorado a Boulder  | Boulder (Colorado)    | Ed Asner Christina Tobin       | Darrell Castle (C) Rocky De La Fuente (Rf) Gloria La Riva (PSL) |                           |

## Resultats

### Nit electoral

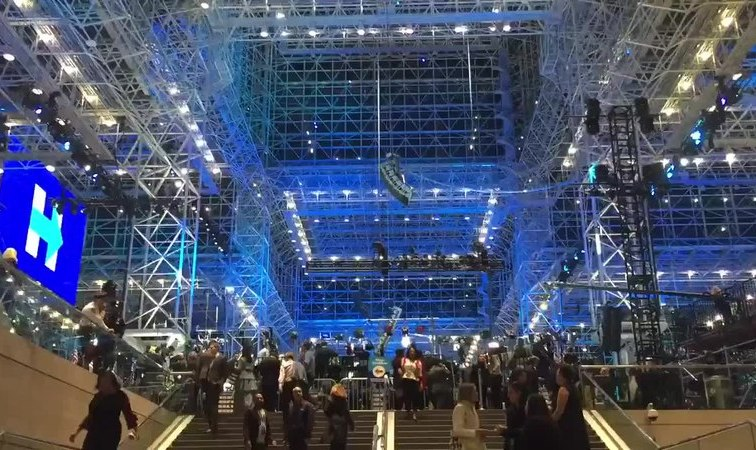
Javits Center, el lloc des d'on Hillary Clinton havia de pronunciar el discurs de victòria després de trencar el sostre de vidre.

Els mitjans de comunicació i els experts van quedar sorpresos dues vegades: la primera, quan Trump va guanyar la nominació republicana; la segona, quan va guanyar al col·legi electoral. El politicòleg anglès Lloyd Gruber va dir que «una de les baixes principals de les eleccions de 2016 ha sigut la reputació de les ciències polítiques, els experts de les quals havien minimitzat per possibilitats de Donald Trump d'obtenir la nominació republicana». Les enquestes finals donaven l'avantatge a Clinton—i al capdavall, va guanyar més vots. El mateix Trump esperava perdre les eleccions basant-se en les enquestes i va llogar una petita sala de ball en un hotel per fer un discurs de concessió breu; «Vaig dir que si havíem de perdre no volia una sala de ball gran», diria després. El candidat republicà va fer un resultat sorprenentment bo als estats clau, especialment a Florida, Iowa, Ohio i Carolina del Nord. Fins i tot va vèncer a Wisconsin, Pennsilvània i Michigan, estats que les prediccions deien que votarien demòcrata. Cindy Adams, que estava a Trump Tower, va publicar que «l'entorn de Trump sabia que havien guanyat vora les 5:30». Trump va dir que estava sorprès per com «el mapa s'anava tornant vermell com l'infern. El mapa sagnava vermell... Hi creia [en les enquestes]. Ja no me les crec».
Segons els autors de Shattered: Inside Hillary Clinton's Doomed Campaign, al tard de la nit de dimarts la Casa Blanca va concloure que Trump guanyaria. El director polític d'Obama David Simas va trucar al director de campanya de Clinton Robby Mook per persuadir Clinton de concedir les eleccions, endebades. Aleshores, Obama en persona va trucar a Clinton per demanar-li que concedís les eleccions, citant la importància de la continuïtat del govern. Creient que Clinton encara no estava disposada a concedir les eleccions, el president va trucar el president de la campanya John Podesta, però la trucada a Clinton ja l'havia persuadida.

### L'endemà

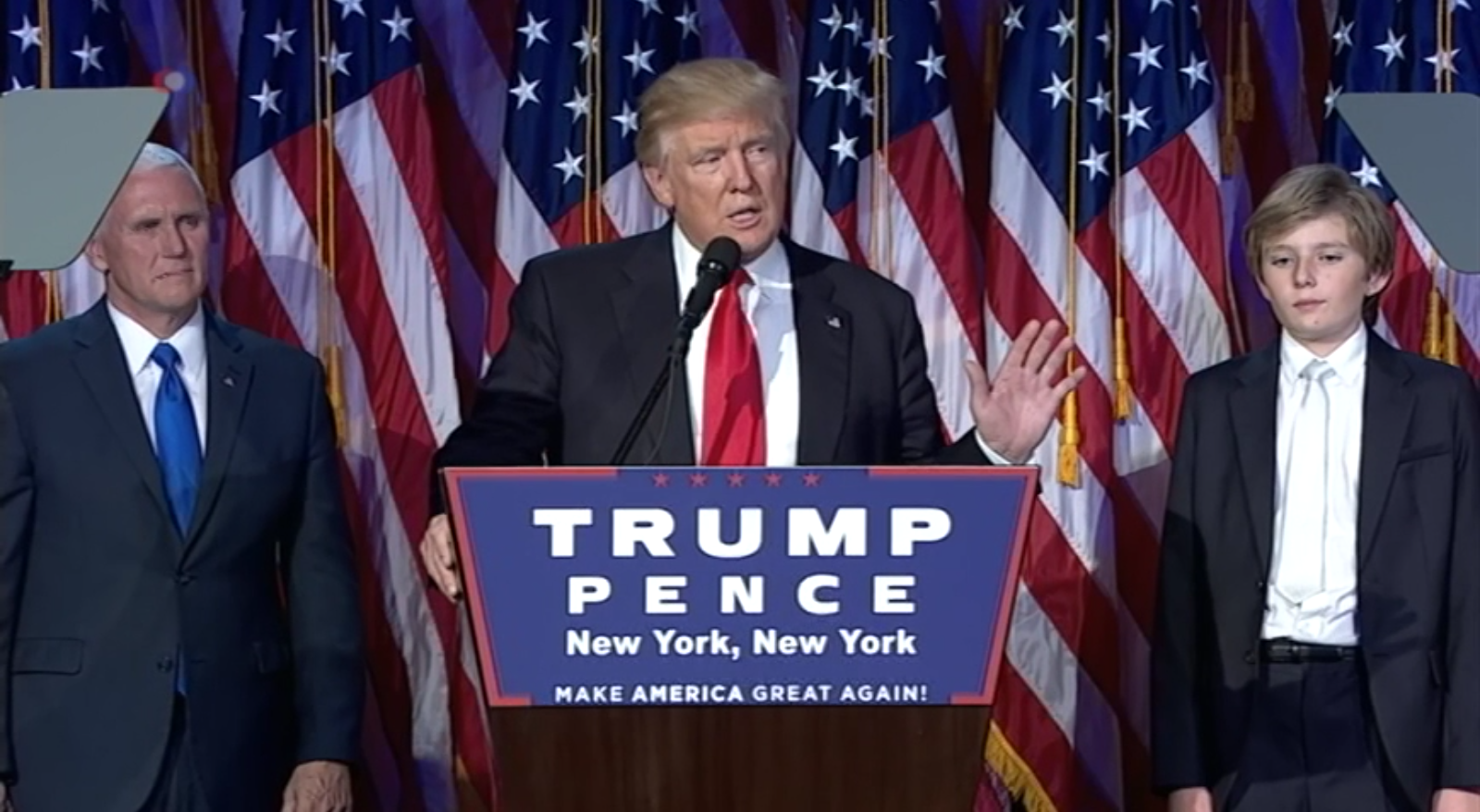
Donald Trump pronunciant el discurs de victòria.

El dimecres a les 2:30 de la matinada (EDT), Trump va guanyar els deu delegats de Wisconsin, cosa que li donava una majoria dels 538 delegats del col·legi electoral, suficients per fer-lo president-electe dels Estats Units.
Clinton va trucar a Trump aquella matinada per concedir les eleccions, i a les 2:50 Trump va pronunciar el discurs de victòria. Clinton no va poder fer cap concessió pública aquella nit ja que no havia escrit cap discurs de concessió. Més tard, Clinton va demanar als seus seguidors acceptar els resultats i va desitjar que Trump fos «un president d'èxit per tots els americans». En el seu discurs, Trump va apel·lar a la unitat, dient que «és hora que ens unim com un sol poble», i va lloar Clinton com a algú a qui se li devia «una gran gratitud pel seu servei al nostre país».

### Anàlisi estadística
Sis estats i un districte de Maine que Obama va guanyar el 2012 van votar Trump (vots delegats entre parèntesis): Florida (29), Pennsilvània (20), Ohio (18), Michigan (16), Wisconsin (10), Iowa (6) i el segon districte congressual de Maine (1). Inicialment, Trump va guanyar exactament 100 vots delegats més que Mitt Romney el 2012, amb dos vots perduts per trànsfugues en la votació final. En 39 estats va augmentar el vot republicà, mentre que en els altres onze i al DC va augmentar el vot demòcrata.
Segons les estimacions de l'Oficina del Cens de la Casa Blanca de la població en edat de votar (VAP, en anglès), la participació a les eleccions presidencials va ser gairebé un 1% superior a la del 2012. Estudiant la participació total a les eleccions de 2016, el professor Michael McDonald de la Universitat de Florida va estimar que 138,8 milions d'estatunidencs van votar. 65,9 milions d'aquests ho van fer per Clinton i una mica menys de 63 milions, per Trump, representant un 20,3% i un 19,4% del cens estimat dels EUA (324 milions), respectivament. Considerant una població en edat de votar (VAP) de 250,6 milions de persones i una població elegible per votar (VEP) de 230,6 milions de persones, la participació seria d'un 55,4% de la VAP i d'un 60,2% de la VEP. Segons aquesta estimació, la participació va ser superior a la del 2012 (54,1% de la VAP) però inferior a la del 2008 (57,4% de la VAP). Un informe electoral de la Comissió Electoral Federal va registrar 136,7 milions de vots a les presidencials—més que en cap altra elecció prèvia.
El científic de dades Hamdan Azhar va destacar les paradoxes del resultat de 2016, dient que «una de les principals [era] la discrepància entre el vot popular, que Hillary Clinton va guanyar per 2,8 milions de vots, i el col·legi electoral, que Trump va guanyar 304-227. Va dir que Trump havia millorat els resultats de Romney el 2012, mentre que Clinton només havia igualat els d'Obama el 2012. Hamdan també va dir que Trump era «el candidat republicà amb més vots de la història», superant els 62,04 milions de vots de Bush el 2004, encara que cap dels dos superés els 65,9 milions de Clinton ni els 69,5 milions de vots d'Obama el 2008, el rècord absolut. Va concloure, amb l'ajuda de The Cook Political Report (CPR), que les eleccions no van dependre de l'ampli marge de 2,8 milions de vots de Clinton sinó dels 78.000 vots de només tres comtats a Wisconsin, Pennsilvània i Michigan. CPR també va destacar que amb la mateixa lògica, Obama va guanyar el 2012 per tres comtats a Florida, Ohio i Pennsilvània.

### Taula de candidats
Eleccions presidencials dels Estats Units del 6 de novembre de 2016
| Candidat presidencial | Partit                   | Estat d'origen   | Vots        | %       | Vots electorals | Candidat vicepresidencial | Estat d'origen   | Vots electorals |
| --------------------- | ------------------------ | ---------------- | ----------- | ------- | --------------- | ------------------------- | ---------------- | --------------- |
| Donald Trump          | Partit Republicà         | Nova York        | 62.984.828  | 46,09%  | 304             | Mike Pence                | Indiana          | 304             |
| Hillary Clinton       | Partit Demòcrata         | Nova York        | 65.853.514  | 48,18%  | 227             | Tim Kaine                 | Virgínia         | 227             |
| Colin Powell          | Partit Republicà         | Nova York        | 25          | 0,00%   | 3               | Susan Collins             | Maine            | 1               |
| Colin Powell          | Partit Republicà         | Nova York        | 25          | 0,00%   | 3               | Maria Cantwell            | Washington       | 1               |
| Colin Powell          | Partit Republicà         | Nova York        | 25          | 0,00%   | 3               | Elizabeth Warren          | Massachusetts    | 1               |
| Bernie Sanders        | Candidat Independent     | Vermont          | 111.850     | 0,08%   | 1               | Elizabeth Warren          | Massachusetts    | 1               |
| John Kasich           | Partit Republicà         | Ohio             | 2.684       | 0,00%   | 1               | Carly Fiorina             | Califòrnia       | 1               |
| Ron Paul              | Partit Republicà         | Texas            | 124         | 0,00%   | 1               | Mike Pence                | Indiana          | 1               |
| Faith Spotted Eagle   | —                        | Dakota del Sud   | 0           | 0,00%   | 1               | Winona LaDuke             | Califòrnia       | 1               |
| Gary Johnson          | Partit Llibertari        | Nou Mèxic        | 4.489.341   | 3,28%   | 0               | William Weld              | Massachusetts    | 0               |
| Jill Stein            | Partit Verd              | Massachusetts    | 1.457.218   | 1,07%   | 0               | Ajamu Baraka              | Illinois         | 0               |
| Evan McMullin         | Candidat Independent     | Utah             | 731.991     | 0,54%   | 0               | Mindy Finn                | Washington DC    | 0               |
| Darrell Castle        | Partit de la Constitució | Tennessee        | 203.090     | 0,15%   | 0               | Scott Bradley             | Utah             | 0               |
| Altres Candidats      | Altres Candidats         | Altres Candidats | 864.611     | 0,63%   | —               | Altres Candidats          | Altres Candidats | —               |
| Total                 | Total                    | Total            | 136.669.276 | 100,00% | 538             |                           |                  | 538             |

| Vot popular | Vot popular | Vot popular | Vot popular | Vot popular |
| ----------- | ----------- | ----------- | ----------- | ----------- |
|             |             |             |             |             |

| <div style="background-color:#48.18; width: Error de l'expressió: Signe de puntuació no reconegut "'"px; height: 12px;"> | #00aef3 |

| <div style="background-color:#46.09; width: Error de l'expressió: Paraula no reconeguda "trump".px; height: 12px;"> | #E81B23 |

| <div style="background-color:#3.28; width: Error de l'expressió: Paraula no reconeguda "johnson".px; height: 12px;"> | #FED105 |

| <div style="background-color:#1.07; width: Error de l'expressió: Paraula no reconeguda "stein".px; height: 12px;"> | #00A95C |

| <div style="background-color:#0.54; width: Error de l'expressió: Paraula no reconeguda "mcmullin".px; height: 12px;"> | #DDDDBB |

| <div style="background-color:#0.84; width: Error de l'expressió: Paraula no reconeguda "altres".px; height: 12px;"> | 1. 777777 |

| 232     | 306   |
| Clinton | Trump |

| Vots electorals—Compromesos | Vots electorals—Compromesos | Vots electorals—Compromesos | Vots electorals—Compromesos | Vots electorals—Compromesos |
| --------------------------- | --------------------------- | --------------------------- | --------------------------- | --------------------------- |
|                             |                             |                             |                             |                             |

| <div style="background-color:#56.88; width: Error de l'expressió: Signe de puntuació no reconegut "'"px; height: 12px;"> | #E81B23 |

| <div style="background-color:#43.12; width: Error de l'expressió: Paraula no reconeguda "clinton".px; height: 12px;"> | #00aef3 |

| Vots electorals-President | Vots electorals-President | Vots electorals-President | Vots electorals-President | Vots electorals-President |
| ------------------------- | ------------------------- | ------------------------- | ------------------------- | ------------------------- |
|                           |                           |                           |                           |                           |

| <div style="background-color:#56.51; width: Error de l'expressió: Signe de puntuació no reconegut "'"px; height: 12px;"> | #E81B23 |

| <div style="background-color:#42.19; width: Error de l'expressió: Paraula no reconeguda "clinton".px; height: 12px;"> | #00aef3 |

| <div style="background-color:#0.56; width: Error de l'expressió: Paraula no reconeguda "powell".px; height: 12px;"> | #E81B23 |

| <div style="background-color:#0.19; width: Error de l'expressió: Paraula no reconeguda "kasich".px; height: 12px;"> | #E81B23 |

| <div style="background-color:#0.19; width: Error de l'expressió: Paraula no reconeguda "paul".px; height: 12px;"> | #FED105 |

| <div style="background-color:#0.19; width: Error de l'expressió: Paraula no reconeguda "sanders".px; height: 12px;"> | #DDDDBB |

| <div style="background-color:#0.19; width: Error de l'expressió: Paraula no reconeguda "spotted".px; height: 12px;"> | #00aef3 |

| Vots electorals—Vicepresident | Vots electorals—Vicepresident | Vots electorals—Vicepresident | Vots electorals—Vicepresident | Vots electorals—Vicepresident |
| ----------------------------- | ----------------------------- | ----------------------------- | ----------------------------- | ----------------------------- |
|                               |                               |                               |                               |                               |

| <div style="background-color:#56.69; width: Error de l'expressió: Signe de puntuació no reconegut "'"px; height: 12px;"> | #E81B23 |

| <div style="background-color:#42.19; width: Error de l'expressió: Paraula no reconeguda "kaine".px; height: 12px;"> | #00aef3 |

| <div style="background-color:#0.37; width: Error de l'expressió: Paraula no reconeguda "warren".px; height: 12px;"> | #00aef3 |

| <div style="background-color:#0.19; width: Error de l'expressió: Paraula no reconeguda "cantwell".px; height: 12px;"> | #00aef3 |

| <div style="background-color:#0.19; width: Error de l'expressió: Paraula no reconeguda "collins".px; height: 12px;"> | #E81B23 |

| <div style="background-color:#0.19; width: Error de l'expressió: Paraula no reconeguda "fiorina".px; height: 12px;"> | #E81B23 |

| <div style="background-color:#0.19; width: Error de l'expressió: Paraula no reconeguda "laduke".px; height: 12px;"> | #00A95C |

### Resultats per estat
| Estats/districtes guanyats per Clinton/Kaine |
| Estats/districtes guanyats per Trump/Pence   |

| Estat                 | Electors | Trump     | Clinton   | Johnson | Stein   | Altres  |
| --------------------- | -------- | --------- | --------- | ------- | ------- | ------- |
| Alabama               | 9        | 1.314.431 | 725.704   | 44.211  | 9.341   | 20.276  |
| Alaska                | 3        | 163.199   | 116.256   | 18.782  | 5.751   | 14.256  |
| Arizona               | 11       | 1.252.401 | 1.161.167 | 106.327 | 34.345  |         |
| Arkansas              | 6        | 684.782   | 380.494   | 29.829  | 9.473   | 25.967  |
| Califòrnia            | 55       | 4.362.678 | 8.524.069 | 463.844 | 267.022 | 155.936 |
| Carolina del Nord     | 15       | 2.362.697 | 2.189.350 | 130.134 | 12.093  | 47.391  |
| Carolina del Sud      | 9        | 1.155.389 | 855.373   | 49.204  | 13.034  | 21.016  |
| Colorado              | 9        | 1.196.662 | 1.331.675 | 144.083 | 38.073  | 28.765  |
| Connecticut           | 7        | 637.919   | 823.360   | 48.650  | 22.810  | 1.481   |
| Dakota del Nord       | 3        | 216.794   | 93.758    | 21.434  | 3.780   | 8.594   |
| Dakota del Sud        | 3        | 227.721   | 117.458   | 20.850  |         | 4.064   |
| Delaware              | 3        | 185.127   | 235.603   | 14.757  | 6.103   |         |
| Florida               | 29       | 4.617.886 | 4.504.975 | 207.043 | 64.399  | 25.736  |
| Geòrgia               | 16       | 2.089.104 | 1.877.963 | 125.306 |         |         |
| Hawaii                | 4        | 128.847   | 266.891   | 15.954  | 12.737  | 13.235  |
| Idaho                 | 4        | 409.055   | 189.765   | 28.331  | 8.496   | 52.308  |
| Illinois              | 20       | 2.146.015 | 3.090.729 | 209.596 | 76.802  | 13.282  |
| Indiana               | 11       | 1.557.286 | 1.039.126 | 133.993 | 7.841   | 2.712   |
| Iowa                  | 6        | 800.983   | 653.669   | 59.186  | 11.476  | 40.714  |
| Kansas                | 6        | 671.018   | 427.005   | 55.406  | 23.506  | 7.467   |
| Kentucky              | 8        | 1.202.971 | 628.854   | 53.752  | 13.913  | 24.659  |
| Louisiana             | 8        | 1.178.638 | 780.154   | 37.978  | 14.031  | 18.231  |
| Maine (estat)         | 2        | 335.593   | 357.735   | 38.105  | 14.251  | 2.243   |
| Maine, districte 1    | 1        | 154.384   | 212.774   | 18.592  | 7.563   | 1.016   |
| Maine, districte 2    | 1        | 181.177   | 144.817   | 19.510  | 6.685   | 1.227   |
| Maryland              | 10       | 943.169   | 1.677.928 | 79.605  | 35.945  | 44.799  |
| Massachusetts         | 11       | 1.090.893 | 1.995.196 | 138.018 | 47.661  | 53.278  |
| Michigan              | 16       | 2.279.543 | 2.268.839 | 172.136 | 51.463  | 27.264  |
| Minnesota             | 10       | 1.322.951 | 1.367.716 | 112.972 | 36.985  | 104.189 |
| Mississipi            | 6        | 700.714   | 485.131   | 14.435  | 3.731   | 5.346   |
| Missouri              | 10       | 1.594.511 | 1.071.068 | 97.359  | 25.419  | 20.248  |
| Montana               | 3        | 279.240   | 177.709   | 28.037  | 7.970   | 4.191   |
| Nebraska (estat)      | 2        | 495.961   | 284.494   | 38.946  | 8.775   | 16.051  |
| Nebraska, districte 1 | 1        | 158.626   | 100.126   | 14.031  | 3.374   | 6.181   |
| Nebraska, districte 2 | 1        | 137.564   | 131.030   | 13.245  | 3.347   | 6.494   |
| Nebraska, districte 3 | 1        | 199.657   | 53.290    | 11.657  | 2.054   | 3.451   |
| Nevada                | 6        | 512.058   | 539.260   | 37.384  |         | 36.683  |
| Nou Hampshire         | 4        | 345.790   | 348.526   | 30.777  | 6.496   | 10.296  |
| Nou Mèxic             | 5        | 319.666   | 385.234   | 74.541  | 9.879   | 8.998   |
| Nova Jersey           | 14       | 1.601.933 | 2.148.278 | 72.477  | 37.772  | 46.249  |
| Nova York             | 29       | 2.738.645 | 4.441.437 | 170.685 | 105.000 |         |
| Ohio                  | 18       | 2.841.005 | 2.394.164 | 174.498 | 46.271  | 40.549  |
| Oklahoma              | 7        | 949.139   | 420.375   | 83.481  |         |         |
| Oregon                | 7        | 782.403   | 1.002.106 | 94.231  | 50.002  | 72.594  |
| Pennsilvània          | 20       | 2.970.733 | 2.926.441 | 146.715 | 49.941  | 23.792  |
| Rhode Island          | 4        | 166.454   | 227.062   | 14.746  | 6.171   |         |
| Tennessee             | 11       | 1.522.925 | 870.695   | 70.397  | 15.993  | 28.053  |
| Texas                 | 38       | 4.685.047 | 3.877.868 | 283.492 | 71.558  | 51.261  |
| Utah                  | 6        | 515.211   | 310.674   | 39.608  | 9.438   | 256.386 |
| Vermont               | 3        | 95.369    | 178.573   | 10.078  | 6.758   | 29.689  |
| Virgínia              | 13       | 1.769.443 | 1.981.473 | 118.274 | 27.638  | 85.924  |
| Virgínia de l'Oest    | 5        | 489.371   | 188.794   | 23.004  | 8.075   | 3.807   |
| Washington            | 12       | 1.221.747 | 1.742.718 | 58.417  |         |         |
| Washington DC         | 3        | 12.723    | 282.830   | 4.906   | 4.258   | 7.858   |
| Wisconsin             | 10       | 1.405.284 | 1.382.536 | 106.674 | 31.072  | 50.584  |
| Wyoming               | 3        | 174.419   | 55.973    | 13.287  | 2.515   | 9.655   |
| Total EUA             | 538      |           |           |         |         |         |

### Estats clau
Els estats amb resultats més frec a frec van ser:
Estats amb un marge de victòria inferior a 1% (50 vots electorals; 46 guanyats per Trump, quatre per Clinton):
1. Michigan, 0,23% – 16
2. Nou Hampshire, 0,37% – 4
3. Pennsilvània, 0,72% – 20 (punt d'inflexió, incloent els dos electors republicans trànsfugues)[233]
4. Wisconsin, 0,77% – 10 (punt d'inflexió, excloent els dos electors republicans trànsfugues)[233]

Estats/districtes amb un marge de victòria inferior entre 1% i 5% (83 vots electorals; 56 guanyats per Trump, 27 per Clinton):
1. Florida, 1,20% – 29
2. Minnesota, 1,52% – 10
3. 2n districte congressual de Nebraska, 2,24% – 1
4. Nevada, 2,42% – 6
5. Maine, 2,96% – 2
6. Arizona, 3,55% – 11
7. Carolina del Nord, 3,66% – 15
8. Colorado, 4,91% – 9

Estats/districtes amb un marge de victòria entre 5% i 10% (94 vots electorals; 76 guanyats per Trump, 18 per Clinton):
1. Geòrgia, 5,16% – 16
2. Virgínia, 5,32% – 13
3. Ohio, 8,13% – 18
4. Nou Mèxic, 8,21% – 5
5. Texas, 8,99% – 36
6. Iowa, 9,41% – 6

El vermell indica estats (o districtes congressuals) guanyats pel republicà Donald Trump; el blau indica aquells guanyats per la demòcrata Hillary Clinton.

### Mapes

Resultats per estat, amb matisos en funció del percentatge de vots del candidat guanyador
Resultats per distribució de vots per estat. La mida del diagrama circular de cada estat és proporcional al nombre de vots.
Resultats per comtat. El vermell indica els comtats on va guanyar Trump; el blau, els comtats on va guanyar Clinton.
Resultats per comtat, amb matisos en funció del percentatge de vot del candidat vencedor.
Resultats per comtat, amb matisos en funció del percentatge de vot del candidat vencedor. El lila indica una zona amb resultat ajustat.
Resultats per estat, amb escala variable segons el nombre d'electors per estat.
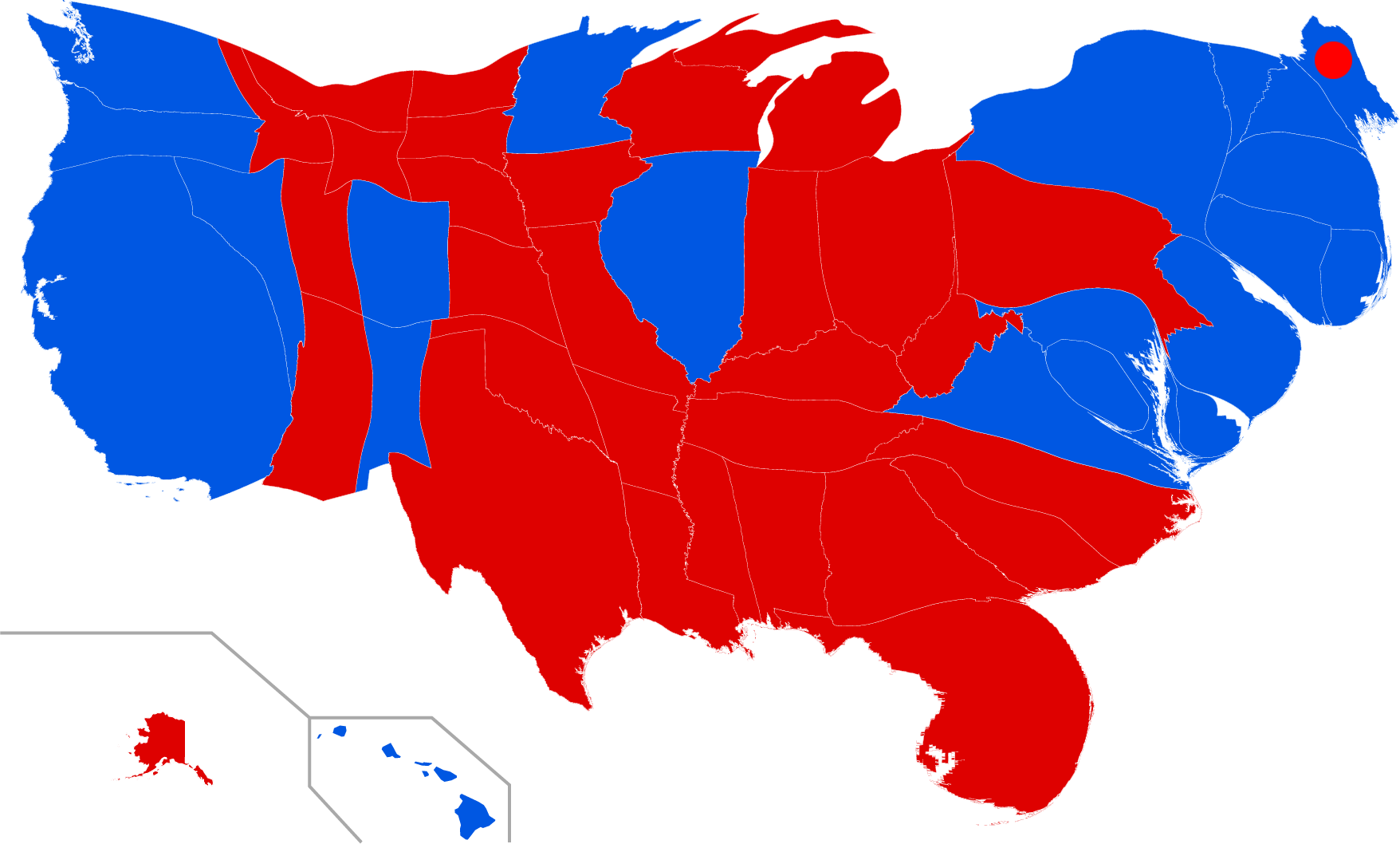
Cartograma de les eleccions presidencials dels Estats Units del 2016.
Cartograma de les eleccions presidencials dels Estats Units de 2016.
Resultat de les eleccions presidencials del 2016 en funció del districte, amb matisos segons el marge de vots.
Canvi de tendència electoral dels comtats entre 2012 i 2016.
Resultats per comtat, amb matisos en funció del percentatge de vots a Trump
Resultats per comtat, amb matisos en funció del percentatge de vots a Clinton
Resultats per comtat, amb matisos en funció del percentatge de vots a Johnson (escala del 0% al 10%)

### Demografia
| Vot total                                          | 48 | 46 | 6   | 100 |
| Ideologia                                          |    |    |     |     |
| Liberals                                           | 84 | 10 | 6   | 26  |
| Moderats                                           | 52 | 41 | 7   | 39  |
| Conservadors                                       | 15 | 81 | 4   | 35  |
| Partit                                             |    |    |     |     |
| Demòcrates                                         | 89 | 9  | 2   | 37  |
| Republicans                                        | 7  | 90 | 3   | 33  |
| Independents                                       | 42 | 47 | 11  | 31  |
| Partit per gènere                                  |    |    |     |     |
| Homes demòcrates                                   | 87 | 10 | 3   | 14  |
| Dones demòcrates                                   | 90 | 8  | 2   | 23  |
| Homes republicans                                  | 6  | 90 | 4   | 17  |
| Dones republicanes                                 | 9  | 89 | 2   | 16  |
| Homes independents                                 | 37 | 51 | 12  | 17  |
| Dones independents                                 | 47 | 43 | 10  | 14  |
| Gènere                                             |    |    |     |     |
| Homes                                              | 41 | 52 | 7   | 47  |
| Dones                                              | 54 | 41 | 5   | 53  |
| Estatus matrimonial                                |    |    |     |     |
| Casats                                             | 44 | 52 | 4   | 59  |
| No casats                                          | 55 | 37 | 8   | 41  |
| Gènere per estatus matrimonial                     |    |    |     |     |
| Homes casats                                       | 37 | 58 | 5   | 29  |
| Dones casades                                      | 49 | 47 | 4   | 30  |
| Homes no casats                                    | 46 | 45 | 9   | 19  |
| Dones no casades                                   | 62 | 33 | 5   | 23  |
| Ètnia                                              |    |    |     |     |
| Blancs                                             | 37 | 58 | 5   | 70  |
| Negres                                             | 88 | 8  | 4   | 12  |
| Asiàtics                                           | 65 | 29 | 6   | 4   |
| Altres                                             | 56 | 37 | 7   | 3   |
| Hispànics (de qualsevol ètnia)                     | 65 | 29 | 6   | 11  |
| Gènere per ètnia                                   |    |    |     |     |
| Homes blancs                                       | 31 | 63 | 5   | 34  |
| Dones blanques                                     | 43 | 53 | 3   | 37  |
| Homes negres                                       | 80 | 13 | 6   | 5   |
| Dones negres                                       | 94 | 4  | 2   | 7   |
| Homes hispànics (de qualsevol ètnia)               | 62 | 33 | 4   | 5   |
| Dones hispàniques (de qualsevol ètnia)             | 68 | 26 | 5   | 6   |
| Altres ètnies                                      | 61 | 32 | 5   | 6   |
| Religió                                            |    |    |     |     |
| Protestants                                        | 37 | 60 | 3   | 27  |
| Catòlics                                           | 45 | 52 | 3   | 23  |
| Mormons                                            | 25 | 61 | 14  | 1   |
| Altres cristians                                   | 43 | 55 | 2   | 24  |
| Jueus                                              | 71 | 24 | 5   | 3   |
| Altres religions                                   | 58 | 33 | 9   | 7   |
| Cap                                                | 68 | 26 | 6   | 15  |
| Assistència a serveis religiosos                   |    |    |     |     |
| Setmanalment o més                                 | 40 | 56 | 4   | 33  |
| Mensualment                                        | 46 | 49 | 5   | 16  |
| Uns cops l'any                                     | 48 | 47 | 5   | 29  |
| Mai                                                | 62 | 31 | 7   | 22  |
| Evangelistes blancs o cristians de «nou naixement» |    |    |     |     |
| Evangelistes blancs o cristians de «nou naixement» | 16 | 81 | 3   | 26  |
| Resta                                              | 59 | 35 | 6   | 74  |
| Edat                                               |    |    |     |     |
| 18–24 anys                                         | 56 | 35 | 9   | 10  |
| 25–29 anys                                         | 53 | 39 | 8   | 9   |
| 30–39 anys                                         | 51 | 40 | 9   | 17  |
| 40–49 anys                                         | 46 | 50 | 4   | 19  |
| 50–64 anys                                         | 44 | 53 | 3   | 30  |
| 65 i més grans                                     | 45 | 53 | 2   | 15  |
| Edat per ètnia                                     |    |    |     |     |
| Blancs de 18–29 anys                               | 43 | 47 | 10  | 12  |
| Blancs de 30–44 anys                               | 37 | 54 | 9   | 16  |
| Blancs de 45–64 anys                               | 34 | 62 | 4   | 30  |
| Blancs de 65 i més grans                           | 39 | 58 | 3   | 13  |
| Negres de 18–29 anys                               | 85 | 9  | 6   | 3   |
| Negres de 30–44 anys                               | 89 | 7  | 4   | 4   |
| Negres de 45–64 anys                               | 89 | 7  | 4   | 5   |
| Negres de 65 i més grans                           | 91 | 9  | n/a | 1   |
| Hispànics de 18–29 anys                            | 68 | 26 | 6   | 3   |
| Hispànics de 30–44 anys                            | 65 | 28 | 7   | 4   |
| Hispànics de 45–64 anys                            | 64 | 32 | 4   | 4   |
| Hispànics de 65 i més grans                        | 73 | 25 | 2   | 1   |
| Altres                                             | 61 | 31 | 8   | 6   |
| Orientació sexual                                  |    |    |     |     |
| LGBT                                               | 78 | 14 | 8   | 5   |
| Heterosexuals                                      | 47 | 48 | 5   | 95  |
| Votant per primer cop                              |    |    |     |     |
| Votant per primera vegada                          | 56 | 40 | 4   | 10  |
| Resta                                              | 47 | 47 | 6   | 90  |
| Estudis                                            |    |    |     |     |
| Institut o menys                                   | 45 | 51 | 4   | 18  |
| Alguns anys d'universitat                          | 43 | 52 | 5   | 32  |
| Universitaris                                      | 49 | 45 | 6   | 32  |
| Post-universitaris                                 | 58 | 37 | 5   | 18  |
| Estudis per ètnia                                  |    |    |     |     |
| Blancs universitaris                               | 45 | 49 | 4   | 37  |
| Blancs no universitaris                            | 28 | 67 | 4   | 34  |
| No-blancs universitaris                            | 71 | 23 | 5   | 13  |
| No-blancs no universitaris                         | 75 | 20 | 3   | 16  |
| Educació per ètnia i gènere                        |    |    |     |     |
| Dones blanques universitàries                      | 51 | 44 | 5   | 20  |
| Homes blancs universitaris                         | 39 | 53 | 8   | 17  |
| Dones blanques no universitàries                   | 34 | 61 | 5   | 17  |
| Homes blancs no universitaris                      | 23 | 71 | 6   | 16  |
| No-blancs                                          | 74 | 21 | 5   | 29  |
| Ingressos familiars                                |    |    |     |     |
| Menys de 30.000 $                                  | 53 | 41 | 6   | 17  |
| 30.000–49.999 $                                    | 51 | 42 | 7   | 19  |
| 50.000–99.999 $                                    | 46 | 50 | 4   | 31  |
| 100.000–199.999 $                                  | 47 | 48 | 5   | 24  |
| 200.000–249.999 $                                  | 48 | 49 | 3   | 4   |
| Més de 250.000 $                                   | 46 | 48 | 6   | 6   |
| Llars amb membres sindicats                        |    |    |     |     |
| Membres de sindicat                                | 51 | 42 | 7   | 18  |
| No membres de sindicat                             | 46 | 48 | 6   | 82  |
| Servei militar                                     |    |    |     |     |
| Veterans                                           | 34 | 60 | 6   | 13  |
| No veterans                                        | 50 | 44 | 6   | 87  |
| Assumpte més important                             |    |    |     |     |
| Política exterior                                  | 60 | 34 | 6   | 13  |
| Immigració                                         | 32 | 64 | 4   | 13  |
| Economia                                           | 52 | 42 | 6   | 52  |
| Terrorisme                                         | 39 | 57 | 4   | 18  |
| Regió                                              |    |    |     |     |
| Nord-est                                           | 55 | 40 | 5   | 19  |
| Oest Mitjà                                         | 45 | 49 | 6   | 23  |
| Sud                                                | 44 | 52 | 4   | 37  |
| Oest                                               | 55 | 39 | 6   | 21  |
| Mida de la comunitat                               |    |    |     |     |
| Ciutats (50.000 habitants o més)                   | 59 | 35 | 6   | 34  |
| Suburbis                                           | 45 | 50 | 5   | 49  |
| Zones rurals                                       | 34 | 62 | 4   | 17  |

### Audiència televisiva
| Canal de notícies |
| Canal generalista |

| Canal | Espectadors |
| ----- | ----------- |
| CNN   | 13.258.000  |
| FNC   | 12.112.000  |
| NBC   | 11.152.000  |
| ABC   | 9.236.000   |
| CBS   | 8.008.000   |
| MSNBC | 5.945.000   |
| Fox   | 4.196.000   |

| Canal | Espectadors |
| ----- | ----------- |
| FNC   | 9.778.000   |
| CNN   | 6.452.000   |
| MSNBC | 2.858.000   |

| Canal | Espectadors |
| ----- | ----------- |
| FNC   | 3.955.000   |
| CNN   | 3.372.000   |
| MSNBC | 1.207.000   |

## Reaccions internacionals
La victòria de Trump, considerada poc probable per la majoria de prediccions, va ser descrita per la premsa com a «desconcertant» i «impactant». Trump mateix creia que perdria quan van tancar els centres de votació.

### Països Catalans
Andorra
El ministre portaveu Jordi Cinca va felicitar el guanyador «sigui qui sigui» i va reiterar que les relacions entre ambdós països eren «excel·lents».
El copríncep episcopal, Joan-Enric Vives, va enviar un missatge felicitant personalment i en nom del poble andorrà la proclamació com a president de Trump i li va transmetre «els seus millors sentiments de consideració i respecte».
Catalunya
L'aleshores president Carles Puigdemont va admetre la seva preocupació sobre l'elecció de Trump. Segons Puigdemont, aquesta inquietud era compartida per tots els partits sobiranistes catalans, ja que s'oposaven al populisme. Puigdemont va predir que el resultat portaria «noves incerteses» però va emfatitzar que la decisió dels ciutadans dels EUA, feta «amb llibertat», s'havia de respectar.
L'expresident Artur Mas va publicar un vídeo on felicitava Trump, que «semblava impossible que guanyés i ha guanyat». També va fer una crida a «aplicar en òptica catalana» la premissa que «a vegades l'impossible, fins i tot en contra de bona part de l'opinió pública i de tota mena d'opinions, acaba resultant possible».
País Valencià
El president Ximo Puig va afirmar estar en «estat de xoc» pel que considerà que «no ha estat una bona notícia». També va expressar la seva preocupació per l'economia després de la victòria de Trump.

### Resta d'Europa
Alemanya
El president Joachim Gauck va felicitar Trump per la victòria, malgrat que uns quants dies abans n'havia expressat preocupació.
La cancellera Angela Merkel va dir que «Alemanya i Amèrica estan unides pels valors de democràcia, llibertat, i respecte per la llei i la dignitat humana, independentment de l'origen, color de pell, religió, gènere, orientació sexual o opinió política. Ofereixo al proper president dels Estats Units, Donald Trump, cooperació estreta basada en aquests valors».
França
El president François Hollande va dir que l'elecció «obre un període d'incertesa. S'ha d'enfrontar amb lucidesa i claredat». També va felicitar Trump «com és natural entre dos caps d'Estats [però] certes postures adoptades per Donald Trump durant la campanya americana s'han de rebatre amb els valors i interessos que compartim amb els Estats Units. El que està en joc és la pau, la lluita contra el terrorisme, la situació a l'Orient Mitjà. Són les relacions econòmiques i la preservació del planeta». Prèviament havia donat suport a Clinton.
Itàlia
El primer ministre Matteo Renzi va prometre mantenir una relació forta i amistosa entre Itàlia i els Estats Units i va dir que la comunitat internacional hauria de considerar l'elecció de Trump com un nou punt de partida.
Regne Unit
La primera ministra Theresa May va felicitar Trump. En quant al Brexit, va citar l'anomenada "relació especial" afirmant que els dos països romandrien «companys forts i íntims en comerç, seguretat i defensa».
Rússia
El president Vladimir Putin va felicitar Trump i va dir que les «relacions actuals entre els EUA i Rússia no es poden definir com a amistoses. Amb sort, amb el nou president dels EUA un diàleg més constructiu podrà ser possible entre els nostres països».
Unió Europea
El president del Consell Europeu Donald Tusk va felicitar Trump i el va convidar a una cimera UE-EUA per a millorar la cooperació.
El president de la Comissió Europea Jean-Claude Juncker va suggerir que l'elecció de Trump podria posar en perill les relacions entre les dues entitats en fundació i estructura.